# Kališta
Kališta (makedonska: Калишта) är en ort i Nordmakedonien. Den ligger i kommunen Struga, i den sydvästra delen av landet, 110 kilometer sydväst om huvudstaden Skopje. Kališta ligger 696 meter över havet och antalet invånare är 1 178. Den ligger vid Ohridsjön. 